# Suphanat Mueanta
Suphanat Mueanta (tiếng Thái: ศุภณัฏฐ์ เหมือนตา, sinh ngày 2 tháng 8 năm 2002), hay còn được biết với tên gọi "Bank", là một cầu thủ bóng đá người Thái Lan thi đấu ở vị trí tiền đạo cho câu lạc bộ Thai League 1 Buriram United và đội tuyển quốc gia Thái Lan.

## Sự nghiệp câu lạc bộ
Ngày 26 tháng 5 năm 2018 Suphanat trở thành cầu thủ ghi bàn trẻ nhất trong lịch sử Giải bóng đá Ngoại hạng Thái Lan khi ghi 2 bàn trong thắng lợi 5-0 trước Air Force Central lúc chỉ 15 tuổi 9 tháng 22 ngày.

## Bàn thắng quốc tế

### Đội tuyển quốc gia
| Suphanat Mueanta – bàn thắng cho đội tuyển quốc gia Thái Lan | Suphanat Mueanta – bàn thắng cho đội tuyển quốc gia Thái Lan | Suphanat Mueanta – bàn thắng cho đội tuyển quốc gia Thái Lan | Suphanat Mueanta – bàn thắng cho đội tuyển quốc gia Thái Lan | Suphanat Mueanta – bàn thắng cho đội tuyển quốc gia Thái Lan | Suphanat Mueanta – bàn thắng cho đội tuyển quốc gia Thái Lan | Suphanat Mueanta – bàn thắng cho đội tuyển quốc gia Thái Lan |
| #                                                            | Ngày                                                         | Địa điểm                                                     | Đối thủ                                                      | Bàn thắng                                                    | Kết quả                                                      | Giải đấu                                                     |
| ------------------------------------------------------------ | ------------------------------------------------------------ | ------------------------------------------------------------ | ------------------------------------------------------------ | ------------------------------------------------------------ | ------------------------------------------------------------ | ------------------------------------------------------------ |
| 1.                                                           | 29 tháng 5 năm 2021                                          | Sân vận động Khalid bin Mohammed, Sharjah, UAE               | Tajikistan                                                   | 1–0                                                          | 2–2                                                          | Giao hữu                                                     |
| 2.                                                           | 29 tháng 5 năm 2021                                          | Sân vận động Khalid bin Mohammed, Sharjah, UAE               | Tajikistan                                                   | 2–0                                                          | 2–2                                                          | Giao hữu                                                     |
| 3.                                                           | 7 tháng 6 năm 2021                                           | Sân vận động Zabeel, Dubai, UAE                              | UAE                                                          | 1–2                                                          | 1–3                                                          | Vòng loại FIFA World Cup 2022                                |
| 4.                                                           | 25 tháng 3 năm 2023                                          | Sân vận động Shabab Al Ahli, Dubai, UAE                      | Syria                                                        | 1–1                                                          | 1–3                                                          | Giao hữu                                                     |
| 5.                                                           | 21 tháng 11 năm 2023                                         | Sân vận động Quốc gia, Kallang, Singapore                    | Singapore                                                    | 2–1                                                          | 3–1                                                          | Vòng loại FIFA World Cup 2026                                |
| 6.                                                           | 21 tháng 11 năm 2023                                         | Sân vận động Quốc gia, Kallang, Singapore                    | Singapore                                                    | 3–1                                                          | 3–1                                                          | Vòng loại FIFA World Cup 2026                                |
| 7.                                                           | 21 tháng 3 năm 2024                                          | Sân vận động World Cup Seoul, Seoul, Hàn Quốc                | Hàn Quốc                                                     | 1–1                                                          | 1–1                                                          | Vòng loại FIFA World Cup 2026                                |
| 8.                                                           | 11 tháng 6 năm 2024                                          | Sân vận động Rajamangala, Băng Cốc, Thái Lan                 | Singapore                                                    | 1–0                                                          | 3–1                                                          | Vòng loại FIFA World Cup 2026                                |
| 9.                                                           | 10 tháng 9 năm 2024                                          | Sân vận động Quốc gia Mỹ Đình, Hà Nội, Việt Nam              | Việt Nam                                                     | 1–1                                                          | 2–1                                                          | LPBank Cup 2024                                              |
| 10.                                                          | 11 tháng 10 năm 2024                                         | Sân vận động Tinsulanon, Songkhla, Thái Lan                  | Philippines                                                  | 2–1                                                          | 3–1                                                          | King's Cup 2024                                              |
| 11.                                                          | 11 tháng 10 năm 2024                                         | Sân vận động Tinsulanon, Songkhla, Thái Lan                  | Philippines                                                  | 3–1                                                          | 3–1                                                          | King's Cup 2024                                              |
| 12.                                                          | 8 tháng 12 năm 2024                                          | Sân vận động Hàng Đẫy, Hà Nội, Việt Nam                      | Đông Timor                                                   | 3–0                                                          | 10–0                                                         | Giải vô địch bóng đá ASEAN 2024                              |
| 13.                                                          | 8 tháng 12 năm 2024                                          | Sân vận động Hàng Đẫy, Hà Nội, Việt Nam                      | Đông Timor                                                   | 5–0                                                          | 10–0                                                         | Giải vô địch bóng đá ASEAN 2024                              |
| 14.                                                          | 17 tháng 12 năm 2024                                         | Sân vận động Quốc gia, Kallang, Singapore                    | Singapore                                                    | 2–2                                                          | 4–2                                                          | Giải vô địch bóng đá ASEAN 2024                              |
| 15.                                                          | 30 tháng 12 năm 2024                                         | Sân vận động Rajamangala, Băng Cốc, Thái Lan                 | Philippines                                                  | 3–1                                                          | 3–1                                                          | Giải vô địch bóng đá ASEAN 2024                              |

### U-23
| Suphanat Mueanta – bàn thắng cho U-23 Thái Lan | Suphanat Mueanta – bàn thắng cho U-23 Thái Lan | Suphanat Mueanta – bàn thắng cho U-23 Thái Lan     | Suphanat Mueanta – bàn thắng cho U-23 Thái Lan | Suphanat Mueanta – bàn thắng cho U-23 Thái Lan | Suphanat Mueanta – bàn thắng cho U-23 Thái Lan | Suphanat Mueanta – bàn thắng cho U-23 Thái Lan  | Suphanat Mueanta – bàn thắng cho U-23 Thái Lan |
| #                                              | Ngày                                           | Địa điểm                                           | Đối thủ                                        | Bàn thắng                                      | Kết quả                                        | Giải đấu                                        |                                                |
| ---------------------------------------------- | ---------------------------------------------- | -------------------------------------------------- | ---------------------------------------------- | ---------------------------------------------- | ---------------------------------------------- | ----------------------------------------------- | ---------------------------------------------- |
| 1.                                             | 24 tháng 3 năm 2019                            | Sân vận động Quốc gia Mỹ Đình, Hà Nội, Việt Nam    | Brunei                                         | 3–0                                            | 8–0                                            | Vòng loại giải vô địch bóng đá U-23 châu Á 2020 |                                                |
| 2.                                             | 28 tháng 11 năm 2019                           | Sân vận động tưởng niệm Rizal, Manila, Philippines | Brunei                                         | 0–5                                            | 0–7                                            | SEA Games 2019                                  |                                                |
| 3.                                             | 1 tháng 12 năm 2019                            | Sân vận động bóng đá Biñan, Biñan, Philippines     | Singapore                                      | 2–0                                            | 3–0                                            | SEA Games 2019                                  |                                                |
| 4.                                             | 3 tháng 12 năm 2019                            | Sân vận động tưởng niệm Rizal, Manila, Philippines | Lào                                            | 0–1                                            | 0–2                                            | SEA Games 2019                                  |                                                |
| 5.                                             | 3 tháng 12 năm 2019                            | Sân vận động tưởng niệm Rizal, Manila, Philippines | Lào                                            | 0–2                                            | 0–2                                            | SEA Games 2019                                  |                                                |
| 6.                                             | 5 tháng 12 năm 2019                            | Sân vận động bóng đá Biñan, Biñan, Philippines     | Việt Nam                                       | 0–2                                            | 2–2                                            | SEA Games 2019                                  |                                                |
| 7.                                             | 8 tháng 1 năm 2020                             | Sân vận động Rajamangala, Băng Cốc, Thái Lan       | Bahrain                                        | 1–0                                            | 5–0                                            | Giải vô địch bóng đá U-23 châu Á 2020           |                                                |
| 8.                                             | 8 tháng 1 năm 2020                             | Sân vận động Rajamangala, Băng Cốc, Thái Lan       | Bahrain                                        | 3–0                                            | 5–0                                            | Giải vô địch bóng đá U-23 châu Á 2020           |                                                |
| 9.                                             | 2 tháng 6 năm 2022                             | Sân vận động Milliy, Tashkent, Uzbekistan          | Việt Nam                                       | 2–2                                            | 2–2                                            | Cúp bóng đá U-23 châu Á 2022                    |                                                |
| 10.                                            | 5 tháng 6 năm 2022                             | Sân vận động Milliy, Tashkent, Uzbekistan          | Malaysia                                       | 1–0                                            | 3–0                                            | Cúp bóng đá U-23 châu Á 2022                    |                                                |
| 11.                                            | 5 tháng 6 năm 2022                             | Sân vận động Milliy, Tashkent, Uzbekistan          | Malaysia                                       | 3–0                                            | 3–0                                            | Cúp bóng đá U-23 châu Á 2022                    |                                                |

### U-16
| Suphanat Mueanta – bàn thắng cho U-16 Thái Lan | Suphanat Mueanta – bàn thắng cho U-16 Thái Lan | Suphanat Mueanta – bàn thắng cho U-16 Thái Lan | Suphanat Mueanta – bàn thắng cho U-16 Thái Lan | Suphanat Mueanta – bàn thắng cho U-16 Thái Lan | Suphanat Mueanta – bàn thắng cho U-16 Thái Lan | Suphanat Mueanta – bàn thắng cho U-16 Thái Lan |
| #                                              | Ngày                                           | Địa điểm                                       | Đối thủ                                        | Bàn thắng                                      | Kết quả                                        | Giải đấu                                       |
| ---------------------------------------------- | ---------------------------------------------- | ---------------------------------------------- | ---------------------------------------------- | ---------------------------------------------- | ---------------------------------------------- | ---------------------------------------------- |
| 1.                                             | 17 tháng 3 năm 2017                            | Diamond Hill, Hồng Kông                        | Qatar                                          | 1–0                                            | 3–0                                            | 2017 Jockey Club Tournament                    |
| 2.                                             | 18 tháng 3 năm 2017                            | Diamond Hill, Hồng Kông                        | Singapore                                      | 1–0                                            | 5–1                                            | 2017 Jockey Club Tournament                    |
| 3.                                             | 18 tháng 3 năm 2017                            | Diamond Hill, Hồng Kông                        | Singapore                                      | 2–1                                            | 5–1                                            | 2017 Jockey Club Tournament                    |
| 4.                                             | 19 tháng 3 năm 2017                            | Diamond Hill, Hồng Kông                        | Hồng Kông                                      | 2–0                                            | 4–0                                            | 2017 Jockey Club Tournament                    |
| 5.                                             | 19 tháng 3 năm 2017                            | Diamond Hill, Hồng Kông                        | Hồng Kông                                      | 3–0                                            | 4–0                                            | 2017 Jockey Club Tournament                    |
| 6.                                             | 19 tháng 3 năm 2017                            | Diamond Hill, Hồng Kông                        | Hồng Kông                                      | 4–0                                            | 4–0                                            | 2017 Jockey Club Tournament                    |
| 7.                                             | 9 tháng 7 năm 2017                             | Chonburi, Thái Lan                             | Úc                                             | 1–1                                            | 2–1                                            | 2017 AFF U-15 Championship                     |
| 8.                                             | 11 tháng 7 năm 2017                            | Chonburi, Thái Lan                             | Indonesia                                      | 1–0                                            | 1–0                                            | 2017 AFF U-15 Championship                     |
| 9.                                             | 13 tháng 7 năm 2017                            | Chonburi, Thái Lan                             | Lào                                            | 2–1                                            | 2–1                                            | 2017 AFF U-15 Championship                     |
| 10.                                            | 17 tháng 7 năm 2017                            | Chonburi, Thái Lan                             | Myanmar                                        | 1–0                                            | 1–0                                            | 2017 AFF U-15 Championship                     |
| 11.                                            | 8 tháng 3 năm 2018                             | Miyazaki Prefecture, Nhật Bản                  | Singapore                                      | 2–0                                            | 8–0                                            | 2017 Japan-ASEAN Youth Tournament              |
| 12.                                            | 8 tháng 3 năm 2018                             | Miyazaki Prefecture, Nhật Bản                  | Singapore                                      | 3–0                                            | 8–0                                            | 2017 Japan-ASEAN Youth Tournament              |
| 13.                                            | 8 tháng 3 năm 2018                             | Miyazaki Prefecture, Nhật Bản                  | Singapore                                      | 7–0                                            | 8–0                                            | 2017 Japan-ASEAN Youth Tournament              |
| 14.                                            | 8 tháng 3 năm 2018                             | Miyazaki Prefecture, Nhật Bản                  | Singapore                                      | 8–0                                            | 8–0                                            | 2017 Japan-ASEAN Youth Tournament              |
| 15.                                            | 12 tháng 3 năm 2018                            | Miyazaki Prefecture, Nhật Bản                  | Nhật Bản                                       | 2–4                                            | 3–5                                            | 2017 Japan-ASEAN Youth Tournament              |

## Đời sống cá nhân
Suphanat có một anh trai, Supachok Sarachat, cũng là một cầu thủ bóng đá và thi đấu cho Buriram United ở vị trí tiền vệ. Ngoài ra Suphanat cũng có một cậu em trai tên là Chotika Mueanta, đang thi đấu tại học viện của Buriram United. Supachok dùng họ mẹ trong khi Suphanat và Chotika dùng họ bố.

## Danh hiệu
Buriram United
- Thai League 1: 2018, 2021–22, 2022–23
- Thai FA Cup: 2021–22, 2022–23
- Thai League Cup: 2021–22, 2022–23
- Thailand Champions Cup: 2019

U-16 Thái Lan
- AFF U-16 Youth Championship á quân: 2017

Thái Lan
- King's Cup: 2024
- Giải vô địch bóng đá ASEAN á quân: 2024

Cá nhân
- Cầu thủ trẻ xuất sắc nhất năm của Liên đoàn bóng đá Đông Nam Á: 2019
- Cầu thủ xuất sắc nhất tháng của Thai League 1: Tháng 2 năm 2023, Tháng 1 năm 2025
- Bàn thắng đẹp nhất tháng của Thai League 1: Tháng 2 năm 2023
- Cầu thủ trẻ xuất sắc nhất Giải vô địch bóng đá ASEAN: 2024